# 길군악 (십이가사)
길군악(路軍樂)은 십이가사의 하나로서 일명 노요곡(路謠曲)이라고도 부른다. 각 지방에 <질군악>, <질꼬내기>라는 민요가 있고, 이 가사가 민요적인 색채가 짙은 점으로 보아 서로 관련이 있는 것 같다. 6/4박자 도드리장단으로, 가락은 계면조이다. 4개의 마루로 된 장절형식이나 가락은 약간 드나들고, 첫째 마루는 입타령이 붙으나 나머지 마루는 생략되었다.
민요에서는 마루마다 입타령을 후렴으로 끼어 넣는 것도 있다. 길군악이라 함은 첫마루 사설이 "오늘도 하심심하여 길군악이나 하여 보자"로 된 데서 나왔다. 마루마다 사설은 관련성이 희박하다.